# De Vergulde Hand
De Vergulde Hand was een zeepziederij te Amsterdam. De naam is overgegaan op een merk voor scheerzeep en aanverwante benodigdheden voor de huidverzorging.

## Geschiedenis
De zeepziederij werd opgericht in 1554. Het is daarmee de oudste nog bestaande zeepfabriek ter wereld. Ze ging verschillende malen van eigenaar over. In 1609 kocht Wijnand Pauw het bedrijf van Frederick de Vrij. In 1695 kocht Jan Woltman (Johannes Waltman), een emigrant uit Lüdinghausen, Noordrijn-Westfalen, de ziederij. Daarna bleef de ziederij lange tijd in de familie.
Gedurende de 18e eeuw nam het aantal zeepziederijen in Amsterdam snel af, en na 1812 was De vergulde Hand nog het laatst overgebleven bedrijf van deze soort. Het heette toen: firma Woltman Elpers. In 1920 veranderde de naam in: C.A. Woltman Elpers Zeepfabriek De Vergulde Hand.
Toen in 1954 het bedrijf zijn 400-jarig jubileum vierde, werd een schilderij van David Col gekozen, waarop het interieur van een traditionele Vlaamse kapperszaak was afgebeeld, en waar vrouwen het scheermes hanteerden. De bijbehorende tekst luidde:
De zachte vrouwenhand
Trekt hier de klanten aan
en de Vergulde Hand
voorkomt dat ze weer gaan.
De betreffende reclameplaat was in menige kapperszaak te vinden.